# Роджер Долтрі
Роджер Гаррі Долтрі (англ. Roger Harry Daltrey, нар. 1 березня 1944, Лондон, Велика Британія) — британський співак, музикант та актор. Долтрі є співзасновником і солістом рок-гурту «The Who».

## Дитинство
Роджер Долтрі народився 1 березня 1944 року в лікарні Гаммерсміт, Лондон.
Його батько Гаррі Долтрі був страховим клерком. Мати Роджера — Ірен змушена була евакуюватися з сином до Шотландії, коли її чоловіка Гаррі призвали до лав війська під час Другої світової війни. Окрім Роджера у сім'ї було ще двоє дітей.
Долтрі навчався у початковій школі Вікторії, а потім у гімназії округу Ектон. Роджер був здібнив учнем, що дозволило йому скласти вступний іспит на одинадцять з плюсом балів, у результаті чого, він був зарахований до «Acton County Grammar School».
В 1957 році Долтрі зробив свою першу гітару з дерев'яного бруска, копію «Stratocaster» вишневого кольору, і приєднався до скіфл-гурту під назвою «Detours», якому потрібен був вокаліст. Учасники гурту сказали Роджеру, що він повинен принести гітару, і через кілька тижнів він з'явився з нею. В 1959 році, батько купив йому гітару «Epiphone». З цього часу Роджер стає головним гітаристом гурту, а незабаром його виключають зі школи за паління. Друг Роджера та учасник гурту «The Who» Піт Таунсенд писав у своїй автобіографії, що «доки його не виключили зі школи, Роджер був знаковим учнем».

## Створення гурту «The Who»
В 1964 році «Detours» дізналися про існування іншого гурту з алогічною назвою і вирішили змінити назву свого гурту. Таунсенд запропонував «The Hair», а сусід Таунсенда Річард Барнс запропонував «The Who». Долтрі сказав, що гурт носитиме назву «The Who».
З появою першого хіта «I Can't Explain» на початку 1965 року, лідерство Долтрі у гурті почало зменшуватися.
Наприкінці 1965 року, інші учасники «The Who» попросили Долтрі піти з гурту після того, як він побив їх барабанщика Кіта Муна за постачання незаконних наркотиків Таунсенду та Ентвіслу. Це змусило Роджера переглянути свою поведінку щодо інших людей. Через тиждень Долтрі знову прийняли до гурту, але йому сказали, що у нього буде випробовувальний термін.
Він пообіцяв, що з його боку більше не буде агресії та нападів.
Результатом співпраці Долтрі та Таунсенда став другий сингл гурту «Anyway, Anyhow, Anywhere». В той час як Таунсенд став одним із найвидатніших рок-композиторів, Долтрі здобув репутацію вокаліста та фронтмена.
До 1973 року Роджер досяг значного успіху в своїх сольних проєктах. Поки інші учасники гурту працювали над записом музики для «Quadrophenia», Долтрі витрачав час на перевірку фінансової звітності гурту. Він виявив, що під керівництвом Кіта Ламберта та Кріса Стемпа фінансові справи гурту пішли на спад. Ламберт був мистецьким наставником Піта Таунсенда, і кинути йому виклик означало відновлення напруги всередині гурту.
Під час зйомок одного із проєктів гурту, Таунсенд і Долтрі сперечалися щодо розкладу концертів, Піт вдарив Долтрі по голові гітарою, Долтрі відповів, втративши свідомість від одного удару.
В 1975 році, у повнометражному форматі з'явилася екранізація Томмі Кена Рассела, у якій Долтрі зіграв головну роль і був номінований на премію «Золотий глобус» за «Найкращий акторський дебют у кінофільмі», а 10 квітня з'явився на обкладинці журналу «Rolling Stone». Пізніше він знову працював з Расселом, зігравши роль Ференца Ліста у фільмі «Лістоманія». Роджер Долтрі також працював з Ріком Вейкманом над саундтреком до цього фільму.
В 1978 році помер барабанщик гурту Кіт Мун. «The Who» продовжили свою діяльність, але напруга всередині гурту продовжувала зростати, оскільки Долтрі вважав, що новий барабанщик Кенні Джонс був неправильним вибором для гурту. Гурт «The Who» розпався в 1983 році, коли Таунсенд відчув, що більше не може писати музику та пісень.
Гурт повернувся на сцену в 1989 зі своєю програмою присвяченою 25-річчю. На одній сцені з «The Who» виступили Патті ЛаБелль, Стів Вінвуд, Елтон Джон, Біллі Айдол. Незважаючи на гемангіому черевної порожнини (пізніше видалену хірургічним шляхом), Долтрі вдалося завершити тур.
У 1996 році Піта Таунсенда запросили стати продюсером «Quadrophenia», заснованого на однойменній рок-опері «Хто» для концерту «Prince's Trust» у Гайд-парку, Лондон. Долтрі погодився допомогти. Опера виконувалася у супроводі великого оркестру. У ніч напередодні шоу Роджер вдарився в обличчя мікрофонною стійкою, якою розмахував Гері Гліттер. Через цей інцидент, він зламав собі очну ямку та сумнівався, що зможе виступати, але на концерті одягнув пов'язку на око, щоб закрити синці, і зміг завешити шоу.
Долтрі разом з Таунсендом виступили в перерві на «Super Bowl XLIV» у лютому 2010 року перед 105,97-мільйонною аудиторією з усього світу. У березні 2010 року вони виконали композицію «Quadrophenia» в Королівському Альберт-Холі в Лондоні в рамках десятої річниці благодійного фонду Teenage Cancer Trust.

## Сольна кар'єра
У творчому доробку Роджера Долтрі вісім сольних студійних альбомів. Першим був «Daltrey» (1973), записаний під час перерви в гастрольному графіку «The Who». Сингл з цього альбому «Giving It All Away» посів 5-е місце у Великій Британії, а альбом, у якому Лео Сейєр представлений як автор музичних композицій, увійшов до Топ-50 у Сполучених Штатах Америки.
Другий сольний альбом «Ride a Rock Horse» Дортлі випустив у 1975 році. Він став другим найуспішнішим у сольній кар'єрі артиста.
Інший альбом «Parting Should Be Painless» отримав негативні відгуки критиків і став найгіршим студійним альбомом Долтрі на той час.
У 1992 році Долтрі з'явився на концерті пам'яті Фредді Мерк'юрі, заспівавши пісню гурту Queen «I Want It All». Таким чином він вирішив віддати останню шану своєму другові Фредді Мерк'юрі, який помер, за рік до того, після публічної заяви про те, що він хворий на СНІД.
До дня свого 50-річчя в 1994 році, Долтрі виступив з двома концертами в Карнегі-Голл. Пізніше записи концертів було випущено на CD та відео під назвою «Святкування: Музика Піта Таунсенда та The Who».
Долтрі, 10 жовтня 2009 року, вирушив у сольний тур США та Канадою, який офіційно називався «Use It or Lose It» з новим гуртом під назвою «No Plan B». До складу гурту увійшли: Саймон Таунсенд (ритм-гітара та бек-вокал), Френк Саймс (соло-гітара), Джон Баттон (бас-гітара), Лорен Голд (синтезатор) та Скотт Деворс (барабани).
12 жовтня гостем на шоу в Сіетлі з'явився Едді Веддер.

## Фільмографія
- Tommy — (1975) Томмі Волкер
- Lisztomania — (1975) Ференц Ліст
- The Legacy — (1978) Клайв
- McVicar — (1980) — Джон МакВікер
- The Beggar's Opera — (1983)
- The Comedy of Errors — (1983)
- Bitter Cherry — (1983)
- Murder: Ultimate Grounds for Divorce — (1984) — Роджер
- Pop Pirates — (1984)
- Buddy — (1986) — Террі Кларк
- The Little Match Girl — (1986) — Джек МакЛін
- The Hunting of the Snark — (1987)
- Gentry — (1987) Колін
- How to Be Cool — (1988) — Зіграв самого себе
- Mack the Knife — (1990) — вуличний музикант
- Forgotten Prisoners: The Amnesty File — (1990)- Говард
- Cold Justice — (1989) — Кіт Гібсон
- Buddy's Song — (1991) — Террі Кларк
- Midnight Caller — (1991) — Денні Бінем
- If Looks Could Kill — Teen Agent — (1991) — Блейд
- The Freddie Mercury Tribute Concert — (1992) — зіграв самого себе
- The Real Story of Happy Birthday to You — (1992)
- Tales from the Crypt — (1993) — Далтон Скотт
- Highlander — (1993–98) — Хью
- Lightning Jack — (1994)- Джон Коулз
- A Celebration: The Music of Pete Townshend and The Who — (1994) — зіграв самого себе
- The Wizard of Oz in Concert: Dreams Come True — (1995)
- Bad English I: Tales of a Son of a Brit — (1995)
- Vampirella — (1996) — Влад
- Lois & Clark: The New Adventures of Superman — (1996) — Тез
- Sliders — (1997) — Ангус Рікман
- Pirate Tales — (1997) — вільям
- Like It Is — (1998) — Келвін
- The Magical Legend of the Leprechauns — (1999)
- Rude Awakening — (1999—2000) — Ноббі Клегг
- The Bill — (1999) — Ларрі Мур
- Dark Prince: The True Story of Dracula — (2000)- король Янос
- Best — (2000) — Родні
- The Young Messiah — Messiah XXI — (2000) — з-іграв самого себе
- The Simpsons (episode «A Tale of Two Springfields»)- (2000) — зіграв самого себе
- Chasing Destiny — (2001)
- Witchblade — (2001)
- The Wheels on the Bus — (2003)
- Trafalgar Battle Surgeon — (2005)
- The Mighty Boosh — (2005) — зіграв самого себе
- The Last Detective — (2007) — Мік Кітінг
- Once Upon a Time — (2012)
- Pawn Stars — (2013) — зіграв самого себе

## Дискографія
Сольні альбоми
- «Daltrey» (1973)
- «Ride a Rock Horse» (1975)
- «Lisztomania» (1975; саундтрек)
- «One of the Boys» (1977),
- «McVicar» (1980),
- «Best Bits» (1982)
- «Parting Should Be Painless» (1984),
- «Under a Raging Moon» (1985)
- «Can't Wait to See the Movie» (1987)
- «Rocks in the Head» (1992)
- «Martyrs & Madmen» (1997)
- «Moonlighting» (2005)
- «As Long as I Have You» (2018)

Альбоми створені у співпраці
- «Going Back Home» разом з Вілко Джонсоном (2014)

## Особисте життя
У 1964 році одружився з Жаклін Рікман, а пізніше того ж року, у пари народився син Саймон. Долтрі і Рікман розлучилися в 1968 році.
Мав стосунки зі шведською моделлю Елізабет Аронссон, від якої, в 1967 році, у нього народився син Матіас.
У 1968 році він познайомився з Гізер Тейлор. Вони одружилися в 1971 і мають трьох спільних дітей: доньок Роузі Лі (народилася в 1972 році), Віллоу Ембер (народилася в 1975 році) та сина Джеймі (народився в 1981 році).
У 1978, під час запису альбому гурту «The Who» — «Who Are You» Долтрі переніс операцію на горлі з видалення вузлів після перенесеної інфекції.

## Визнання
- Номінація на премію «Золотий глобус» (1976) «Кращий акторський дебют у фільмі» за головну роль у кіноверсії рок-опери «Who's Tommy»[18].
- Премія «Греммі» (2001) за видатні творчі здобутки з «The Whо».
- У 1990 році включений до Зали слави рок-н-ролу в Клівленді, штат Огайо, як член гурту «The Who».
- У 2005 році Долтрі отримав нагороду «Золотий значок» Британської академії авторів пісень та композиторів за особливий і тривалий внесок у британську індустрію розваг.
- У 2003 році журнал Time назвав Долтрі європейським героєм за його співпрацю з «Teenage Cancer Trust» та іншими благодійними організаціями.
- В новорічному списку нагород, опублікованому 31 грудня 2004 року, Долтрі відзначили званням кавалера Ордену Британської імперії за заслуги перед музикою та індустрією розваг[19].
- В 2005 році Долтрі внесли до Зали музичної слави Великої Британії як участника гурту «The Who».
- В 2009 році Долтрі отримав премію Джеймса Джойса від Літературно-історичної спільноти Дублінского університетського коледжу за видатні заслуги в музиці.